# Montbrun-Bocage
Montbrun-Bocage (em occitano:  Montbrun del Boscatge) é uma comuna francesa na região administrativa da Occitânia, no departamento do Alto Garona. Estende-se por uma área de 30.61 km², com 476 habitantes, segundo o censo de 2018, com uma densidade de 16 hab/km².